# Jonas Burgwinkel

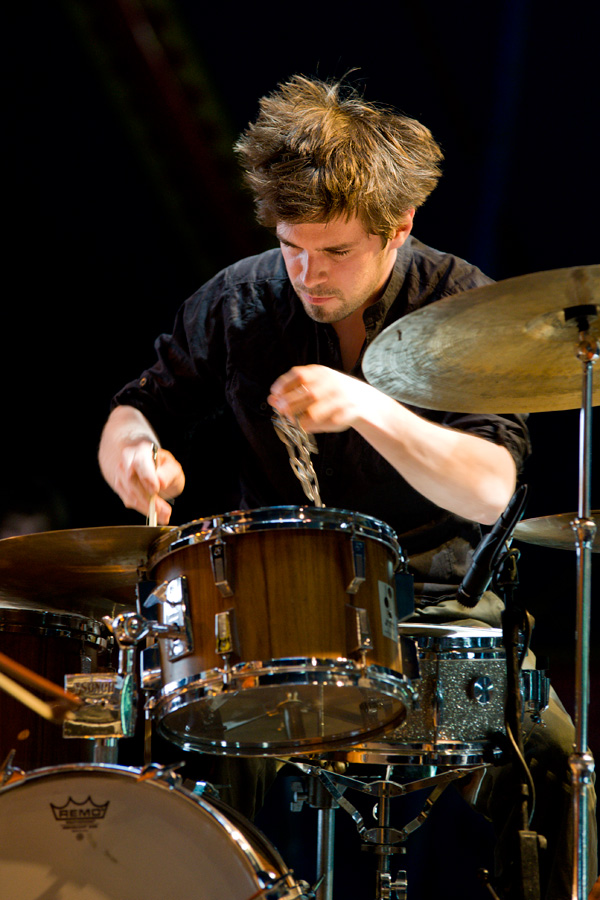
Jonas Burgwinkel tijdens het Moers Festival, in 2012.

Jonas Burgwinkel (Aken, 1981) is een Duitse drummer in de modern creative-jazz.

## Biografie
Burgwinkel studeerde aan het conservatorium in Maastricht en na een studie van een jaar aan Berklee College of Music in Boston studeerde hij aan de Musikhochschule Köln. Hij kreeg les en aanwijzingen tijdens masterclasses van Jamey Haddad, Michael Küttner, Ralph Peterson en Keith Copeland.
Sinds 2006 speelt hij in het trio van pianist Pablo Held, verder werkt hij met verschillende gerenommeerde Europese ensembles. In 2008 begon hij een eigen groep, Source Direct, waarmee hij opnames maakte. In 2009 was hij een van de oprichters van het jazzcollectief KLAENG.
Hij speelde samen met musici als John Scofield, Chris Potter, Lee Konitz, Mark Murphy, Dave Liebman en Manfred Schoof. Hij is te horen op meer dan vijftig plaatopnames (2015), onder meer van Peter Ehwald, Frank Delle en Klaus Heidenreich.

### Professor
Sinds 2011 is Burgwinkel professor 'jazzdrums' aan de Hochschule für Musik und Tanz Köln.

## Prijzen
Burgwinkel heeft verschillende prijzen mee naar huis genomen. Met Robert Landfermann kreeg hij in 2009 de WDR-Jazzpreis in de categorie 'improvisatie'. Hij won de solistenprijs bij de European Jazz Competition op het North Sea Jazz Festival en in 2012 kreeg hij een ECHO Jazz-Preis in de categorie 'Instrumentalist van het jaar nationaal - drums, percussie" voor zijn album 'Source Direct'. Ook won hij als lid van Pablo Held's trio enkele prijzen.

## Discografie
- Source Direct, Traumton Records, 2012

- Bibliothèque nationale de France: cb165380650 (data)
- Gemeinsame Normdatei: 135424909
- International Standard Name Identifier: 0000 0001 2260 6626
- Library of Congress Control Number: n2011049575
- MusicBrainz: 3442878e-3cac-4a42-8ab8-75d40183ce4c
- Système universitaire de documentation: 243835949
- Virtual International Authority File: 172432238
- WorldCat: E39PBJhxrgwxjxg8BtBrbcyPQq